# Jan Kliment Pivečka
Jan Kliment Pivečka (22. listopadu 1886 Slavičín – 29. června 1961 Uherský Brod) byl československý továrník, věnující se koželužství a obuvnictví, starosta Slavičína (1923–1927).

## Dětství
Jan Pivečka pocházel z rodiny, která se po staletí zabývala koželužstvím a ševcovstvím. Narodil se v pondělí 21. listopadu 1886 v noci ve 12 hodin ve Slavičíně a pokřtěný byl ve středu 24. listopadu 1886 jménem Jan Kliment. Vyrůstal v početné rodině otce Jana Pivečky (2. květen 1852, Klobouky – 29. prosinec 1918, Slavičín – Mladotice) a jeho manželky Hedviky, roz. Bučkové (12. říjen 1863, Slavičín – 24. září 1903, Mladotice) v rodinném domku č. p. 96 v Mladoticích.

## Studia a praxe
Jan Pivečka pomáhal otci a obeznamoval se s řemeslem. Pod dohledem svého otce se řádně vyučil koželuhem. Vytušil, že v budoucnu bude muset mít i teoretické znalosti, a tak se stal mimořádným posluchačem vysoké školy technické v Praze. Vydal se i do světa a jako dělník či úředník v různých podnicích v Čechách, Německu i Švédsku nabíral praxi a získával rozhled.

## Podnikatelské začátky
Kolem roku 1912 přijel zpět do Slavičína, to mu bylo 26 let. Otec souhlasil, aby nabyté zkušenosti uplatnil v jeho koželužně, a tak se stal prokuristou. 21. března 1913 začal s otcem stavět koželužskou továrnu. Už před první světovou válkou jezdíval Tomáš Baťa do Slavičína za Pivečkovými kupovat kůže. Pokládal slavičínské kůže za nejlepší z celého okolí a říkal o nich: „Ty nejsú tak tvrdé jak ty hradišťské krpcovice.“

## Období první světové války
V roce 1914 začala válka, nebylo lehké udržet továrnu v provozu. Bratři Bohumír a Rudolf, narukovali do armády, Alois se přihlásil do cizinecké legie ve Francii. Jan pravděpodobně kvůli zhoršenému zraku odveden nebyl. V témže roce přišel za jeho otcem Tomáš Baťa, který již předtím odmítl jeho požadavek rozšířit slavičínskou koželužnu a vyslovil přání, aby Jan zbudoval koželužnu v Baťových závodech v Otrokovicích. Jan dostal od Tomáše Bati navíc velmi příznivou smlouvu s účastí na zisku. V účtárně v Baťových závodech ve Zlíně se seznámil s Josefou Bobálovou, která mu začala pomáhat s vedením účetnictví. V roce 1915 pomáhal Tomáši Baťovi při výstavbě koželužny v Otrokovicích, v té době pracoval přes týden v Baťových závodech, v neděli doháněl zameškanou práci ve Slavičíně. V témže roce se stal členem Sokola. V roce 1916 začal být spolumajitelem továrny ve Slavičíně. Ve stejném roce uzavřel ve Vídni sňatek s Josefou Bobálovou, narozenou 17. února 1892 ve Zlíně a postavil vilu č. p. 111 na Horním náměstí ve Slavičíně, v ní se mladým manželům Pivečkovým narodili oba synové Zdeněk a Jan.

## Poválečná krize
Po válce v roce 1918, když došlo k zastavení chodu továrny, přišla krize. Janův otec již za svého života vyplatil své čtyři dcery a po smrti syna Rudolfa dne 29. prosince 1918 ve Slavičíně – Mladoticích zemřel. Aby zachránil prosperitu továrny a závod se nerozpadl, předal ve své poslední vůli veškerý majetek Janovi, který byl jako nejstarší syn předurčen k tomu, aby vše převzal. V poslední vůli také stálo, že musí svých pět bratrů vyplatit. Toto přání bylo však pro Jana obtížně uskutečnitelné, továrna totiž neměla peníze. Nabídl tedy bratrům, aby se svým podílem zúčastnili na chodu továrny. Vzhledem k poválečné těžké situaci se firmě nevedlo a bratři (kromě Bohumíra, který byl na vojně) si podíl nechali vyplatit. Po překonání hospodářské krize Jan Pivečka začal s výrobou již bez otce.

## Rozmach továrny
Objednávek postupně přibývalo a tak bylo nutné provést novou přístavbu továrny na obuv. V roce 1920 byla zahájena výroba bot. Jan Pivečka ovlivňoval život ve Slavičíně, patřil mezi vážené občany. V letech 1923–1927 zastával funkci starosty Slavičína. V roce 1927 se aktivně podílel na stavbě slavičínské sokolovny. Při stavbě sokolovny prosazoval svůj názor proti všem, i zde se potvrdilo, že byl k sobě tvrdý a k ostatním neústupný. Později se pro nepochopení stáhl z veřejného života. V roce 1929 byla postavena vodní nádrž s čisticí stanicí na odpadové vody. Janova továrna měla s Baťovými závody velmi živý obchodní kontakt. Se vším, co souviselo s podnikatelskými činnostmi, pomohlo vedení za Zlína. Když například řekli Josefu Hlavničkovi, že chtějí ve Slavičíně vystavět obdobné dělnické domky, jaké jsou ve Zlíně, velmi vstřícně jim poskytl jejich plány. Jan udržoval s Tomášem Baťou velmi přátelské styky až do jeho tragické smrti na otrokovickém letišti. V roce 1936, když mu bylo 50 let, začal se stavbou výrobní třípatrové budovy ze železa, betonu a skla. Tato budova již byla vybavena moderními stroji. Pro název továrny zvolil název Japis (tj. zkratka JAn PIvečka, Slavičín). Dne 10. října 1938 ve Slavičíně zemřela Janova manželka Josefa Pivečková. Jan na její památku vybudoval u lesíka Pod Obruby park pro rodiny zaměstnanců.

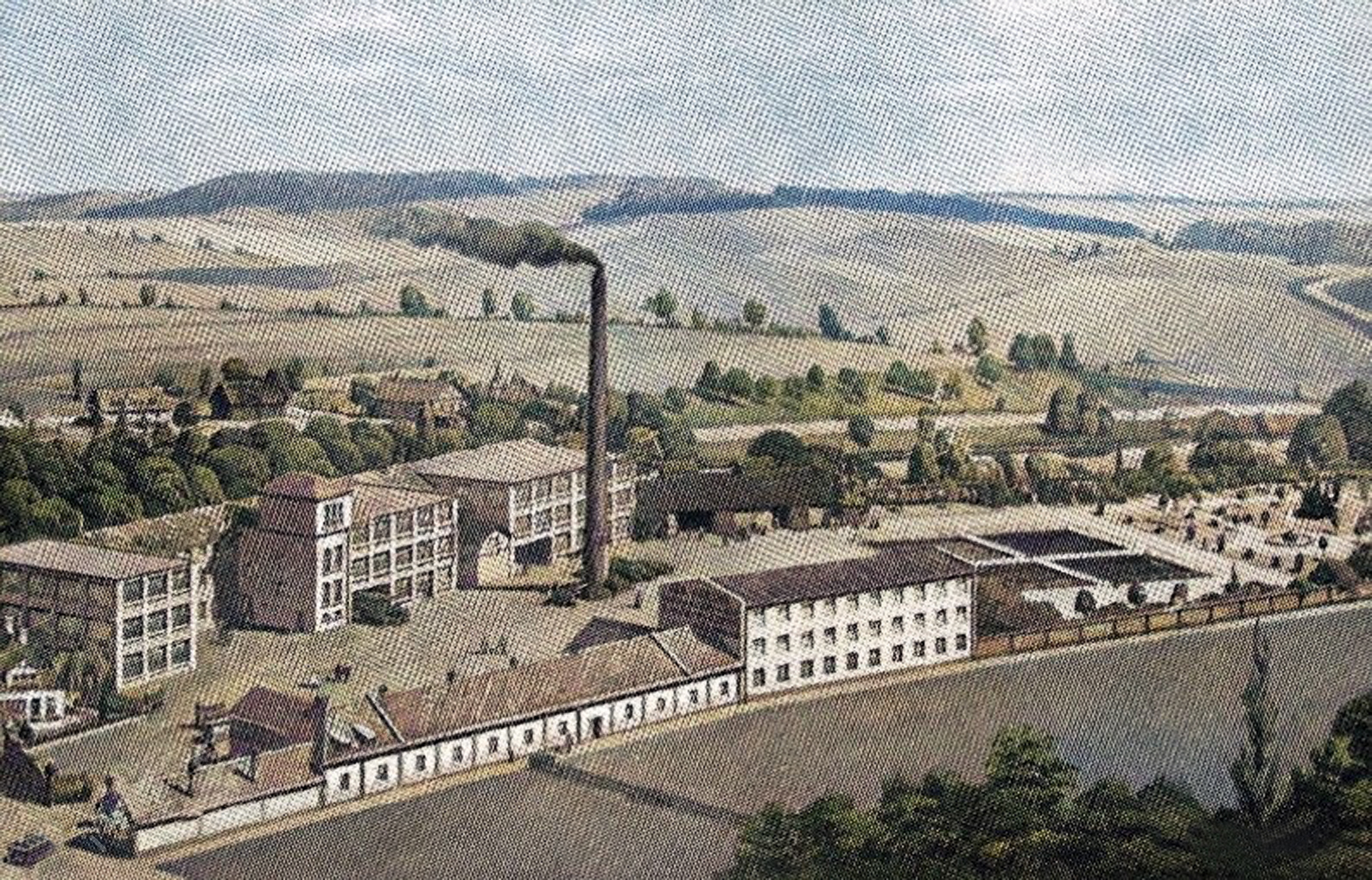
Firemní pohlednice továrny Jan Pivečka, Slavičín – Mladotice

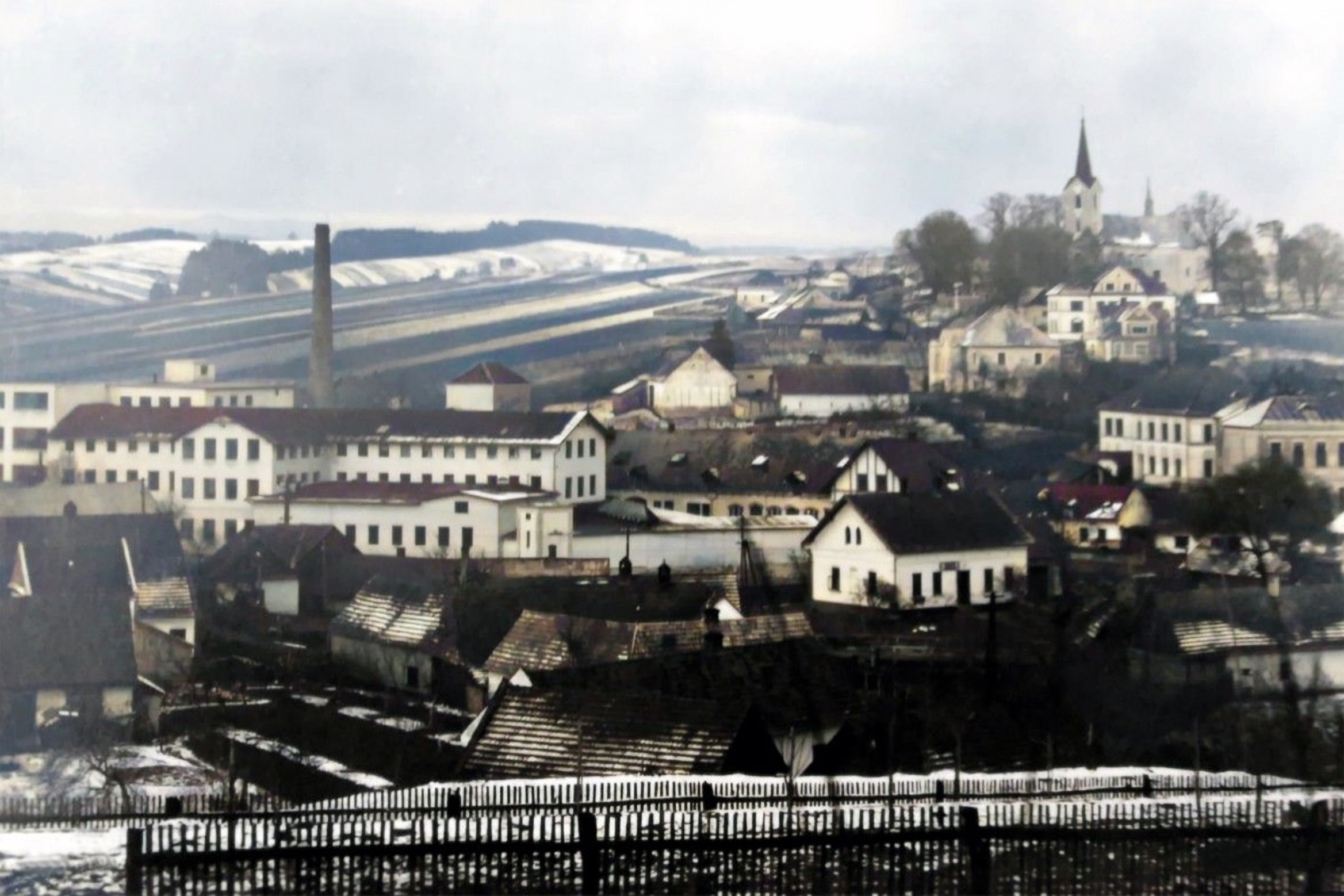
Továrna Japis ve 30. letech 20. stol.

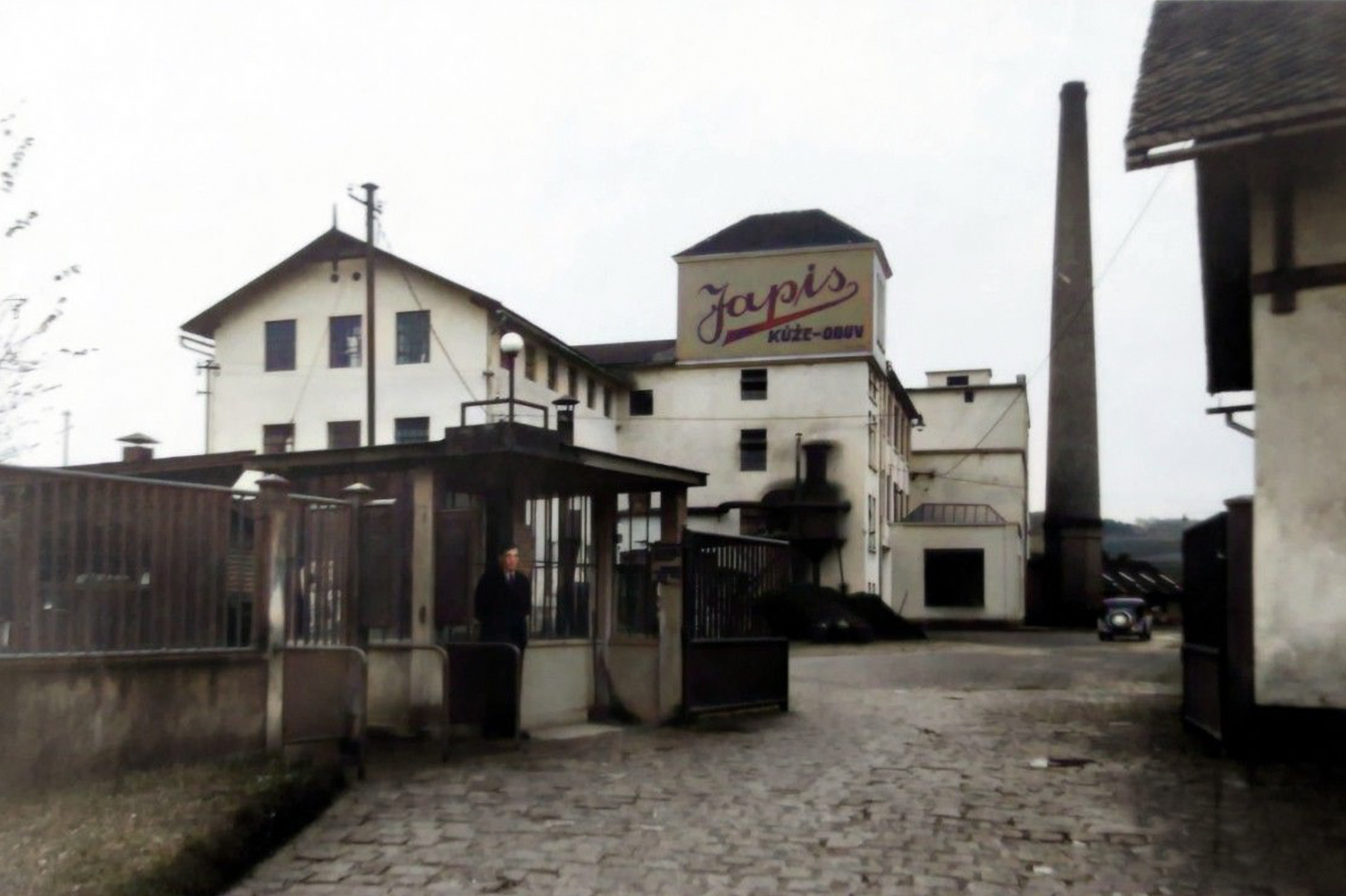
Továrna Japis ve 30. letech 20. stol.

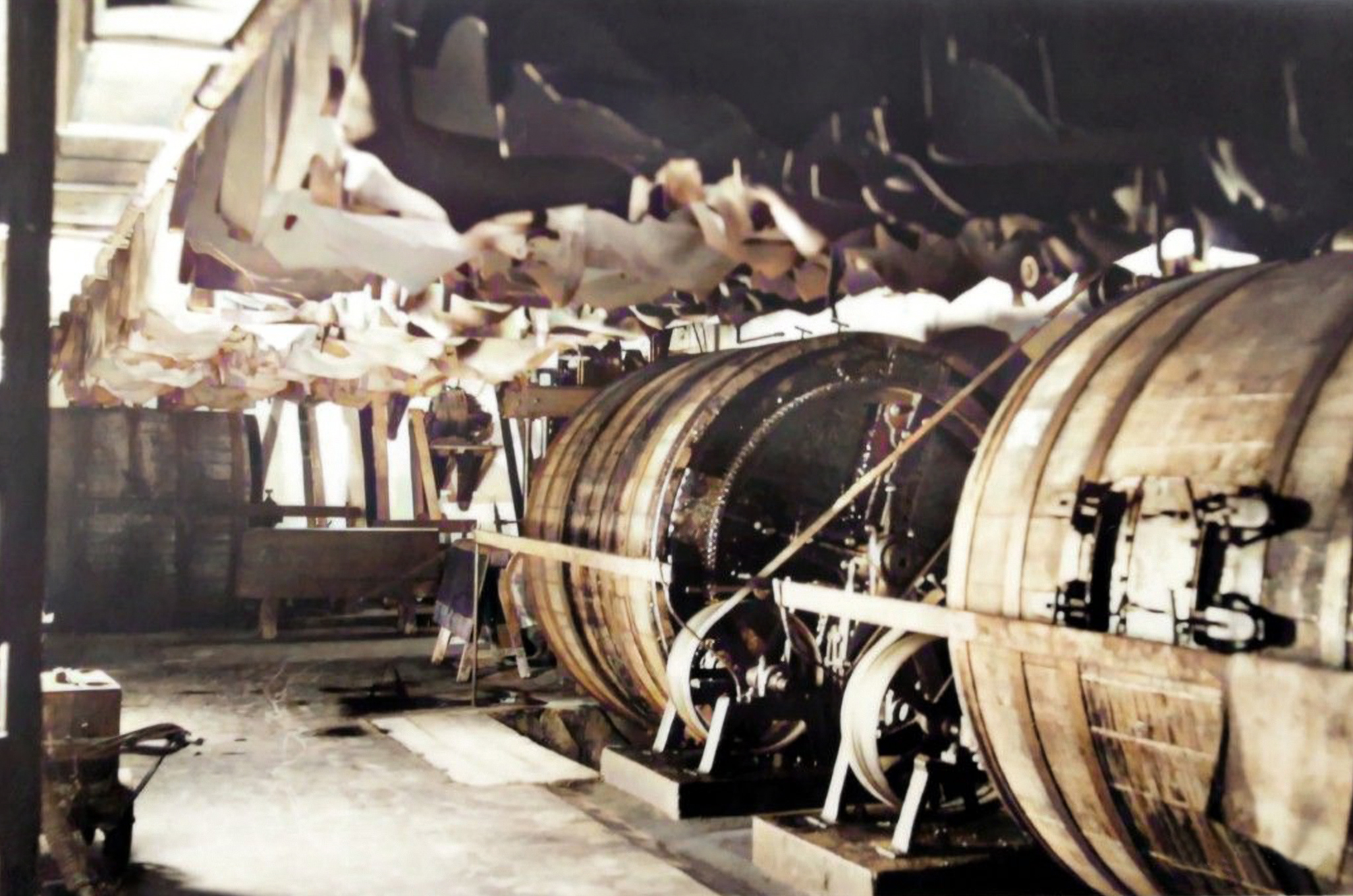
Činící sudy a sušení vyčiněných kůží v továrně Japis ve 30. letech 20. stol.

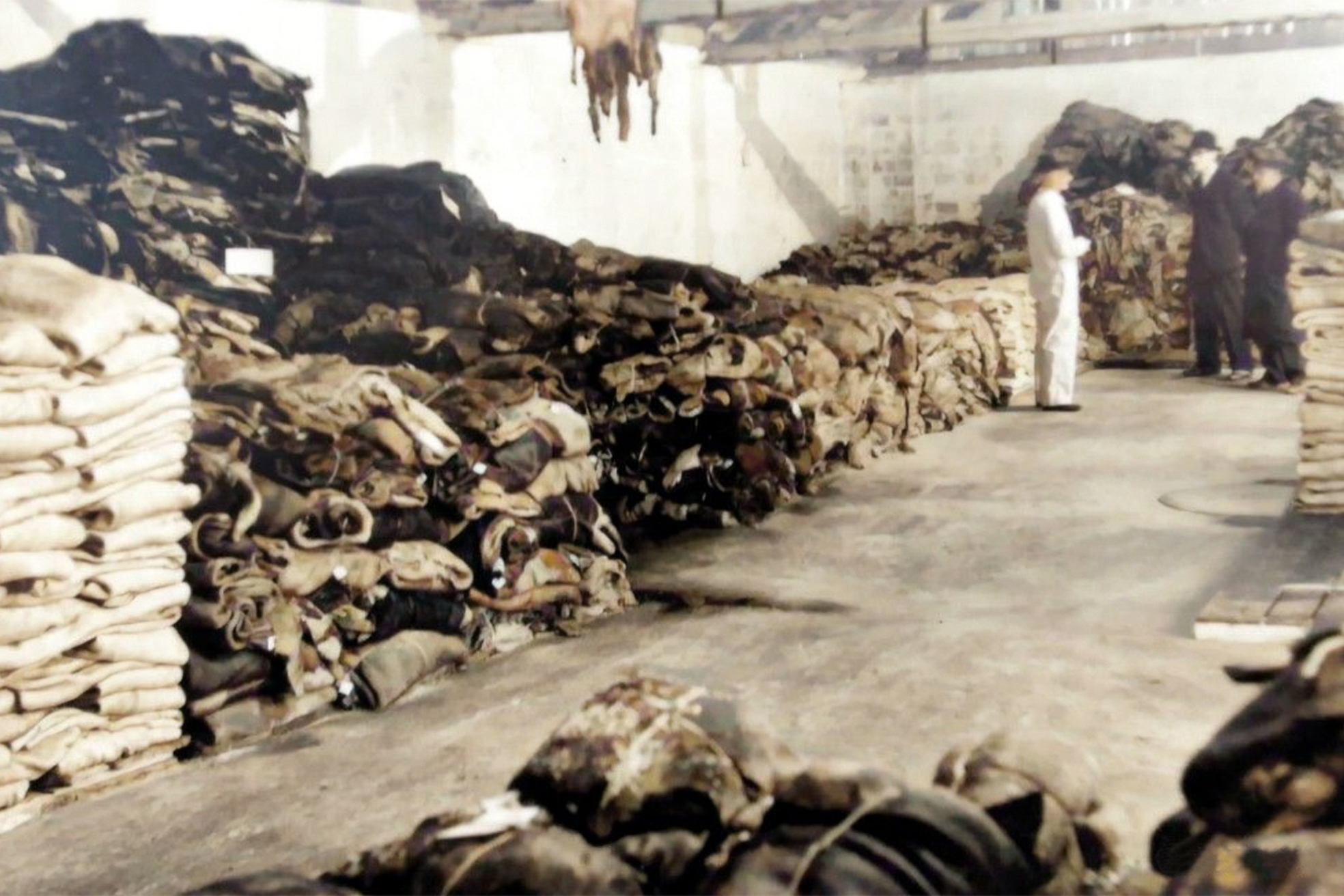
Sklad továrny Japis ve 30. letech 20. stol.

## Období druhé světové války
Začátkem války Jan Pivečka v podniku zřidil učňovskou školu, ve které se učili mladí lidé ze Slavičína a okolí ševcovskému řemeslu. Škola se stala zdrojem dobře vychovaných mladých spolupracovníků pro podnik. Ve válečných letech se do továrny nastěhovali Němci a kontrolovali výrobu. V roce 1940 byl zbourán Janův rodný dům – původně Mladotice čp. 96, po přečíslování domů Slavičín čp. 9, a na jeho místě se postavila velká administrativní budova. Hned v sousedství vyrostl společenský dům s byty, hostinskými pokoji, restaurací a koupelnami pro slavičínské občany, kteří koupelny ve svých domcích ještě neměli. Jan Pivečka se rozhodl, že prvorozený syn, Zdeněk, bude vedoucím továrny a druhý syn v pořadí, Jan, se vyučí ševcem. Po vzoru Baťových závodů byl vydáván až do roku 1948 učňovský časopis Zpravodaj. Synové Zdeněk a Jan dali vzniknout sesterské firmě Tergona. Jan Pivečka po roztržce se synem Janem v roce 1942 z továrny odešel.

## Komunistický režim a smrt
V roce 1946 se Jan Pivečka, po odchodu syna Jana do Baťovy zahraniční organizace, vrátil do podniku. Svému synovi Janovi napsal smířlivý dopis do Pákistánu. V únoru 1948 nebyl komunisty vpuštěn do své již znárodněné společnosti. Od roku 1948 až do roku 1958 byl sledován tajnou policií. V roce 1958 byl komunisty zatčen a vyslýchán v Uherském Hradišti. Po výslechu byl odsouzen k odnětí svobody v délce trvání 10 let. Prošel spoustou věznic. Po vyhlášení amnestie v roce 1960 prezidentem republiky Antonínem Novotným byl propuštěn z vězení, ale do svého domu ve Slavičíně se vrátit nemohl. Žil poté spolu s družkou Helenou Maršovskou ve společné domácnosti v Uherském Brodě, kterou si před koncem života vzal za ženu. Zemřel 29. července 1961 ve věku 74 let v Uherském Brodě, kde je také rozptýlen na vsypové loučce na místním hřbitově. Se svými syny, kteří trávili život v emigraci, se již nesetkal. Usnesením Krajského soudu v Brně byl Jan Pivečka v roce 1991 rehabilitován. Soukromý majetek byl vrácen synovi Janovi Pivečkovi.